# Campeonato Asiático de Voleibol Femenino Sub-18 de 2014
La X edición del Campeonato Asiático de Voleibol Femenino Sub-20 de 2014 se llevó a cabo en Tailandia del 11 al 19 de octubre. Los equipos nacionales compitieron por cuatro cupos para el Campeonato Mundial de Voleibol Femenino Sub-18 de 2015 a realizarse en Perú.

## Grupos
| Grupo A       | Grupo B    | Grupo C   | Grupo D      |
| ------------- | ---------- | --------- | ------------ |
| Tailandia     | Japón      | China     | China Taipéi |
| Hong Kong     | Kazajistán | India     | Korea        |
| Nueva Zelanda | Vietnam    | Australia | Irán         |
|               |            | Filipinas |              |

## Primera fase

### Clasificación
|     |               |     | Partidos | Partidos | Partidos | Sets | Sets | Sets  | Puntos | Puntos | Puntos |
| Pos | Equipo        | Pts | PJ       | PG       | PP       | SG   | SP   | Ratio | PG     | PP     | Ratio  |
| --- | ------------- | --- | -------- | -------- | -------- | ---- | ---- | ----- | ------ | ------ | ------ |
| 1   | Tailandia     | 6   | 2        | 2        | 0        | 6    | 0    | MAX   | 150    | 80     | 1.875  |
| 2   | Nueva Zelanda | 2   | 2        | 1        | 1        | 3    | 5    | 0.600 | 148    | 175    | 0.846  |
| 3   | Hong Kong     | 1   | 2        | 0        | 2        | 2    | 6    | 0.333 | 139    | 182    | 0.764  |

### Partidos
| Fecha    | Hora  | Partido       | Partido   | Partido       | Set   | Set   | Set   | Set   | Set   | Puntuación total | Reporte                                                                                              |
| Fecha    | Hora  |               | Resultado |               | 1     | 2     | 3     | 4     | 5     | Puntuación total | Reporte                                                                                              |
| -------- | ----- | ------------- | --------- | ------------- | ----- | ----- | ----- | ----- | ----- | ---------------- | --- |
| 11-09-14 | 16:30 | Tailandia     | 3-0       | Hong Kong     | 25-12 | 25-15 | 25-12 |       |       | 75-39            | P2 (enlace roto disponible en Internet Archive; véase el historial, la primera versión y la última). |
| 12-09-14 | 18:00 | Nueva Zelanda | 0-3       | Tailandia     | 10-25 | 17-25 | 14-25 |       |       | 41-75            | P2 (enlace roto disponible en Internet Archive; véase el historial, la primera versión y la última). |
| 13-09-14 | 14:00 | Hong Kong     | 2-3       | Nueva Zelanda | 25-20 | 24-26 | 25-21 | 20-25 | 06-15 | 100-107          | P2 (enlace roto disponible en Internet Archive; véase el historial, la primera versión y la última). |

### Clasificación
|     |            |     | Partidos | Partidos | Partidos | Sets | Sets | Sets  | Puntos | Puntos | Puntos |
| Pos | Equipo     | Pts | PJ       | PG       | PP       | SG   | SP   | Ratio | PG     | PP     | Ratio  |
| --- | ---------- | --- | -------- | -------- | -------- | ---- | ---- | ----- | ------ | ------ | ------ |
| 1   | Japón      | 9   | 2        | 2        | 0        | 6    | 0    | MAX   | 150    | 88     | 1.705  |
| 2   | Kazajistán | 0   | 2        | 0        | 2        | 1    | 6    | 0.167 | 105    | 174    | 0.603  |
| 3   | Vietnam    | 3   | 2        | 1        | 1        | 3    | 4    | 0.750 | 140    | 133    | 1.053  |

### Partidos
| Fecha    | Hora  | Partido    | Partido   | Partido    | Set   | Set   | Set   | Set   | Set | Puntuación total | Reporte                                                                                              |
| Fecha    | Hora  |            | Resultado |            | 1     | 2     | 3     | 4     | 5   | Puntuación total | Reporte                                                                                              |
| -------- | ----- | ---------- | --------- | ---------- | ----- | ----- | ----- | ----- | --- | ---------------- | --- |
| 11-09-14 | 12:00 | Kazajistán | 0-3       | Japón      | 19-25 | 11-25 | 17-25 |       |     | 47-75            | P2 (enlace roto disponible en Internet Archive; véase el historial, la primera versión y la última). |
| 12-09-14 | 10:00 | Vietnam    | 3-1       | Kazajistán | 25-09 | 25-08 | 24-26 | 25-15 |     | 99-58            | P2 (enlace roto disponible en Internet Archive; véase el historial, la primera versión y la última). |
| 13-09-14 | 18:00 | Japón      | 3-0       | Vietnam    | 25-16 | 25-16 | 25-09 |       |     | 75-41            | P2 (enlace roto disponible en Internet Archive; véase el historial, la primera versión y la última). |

### Clasificación
|     |           |     | Partidos | Partidos | Partidos | Sets | Sets | Sets  | Puntos | Puntos | Puntos |
| Pos | Equipo    | Pts | PJ       | PG       | PP       | SG   | SP   | Ratio | PG     | PP     | Ratio  |
| --- | --------- | --- | -------- | -------- | -------- | ---- | ---- | ----- | ------ | ------ | ------ |
| 1   | China     | 9   | 3        | 3        | 0        | 9    | 0    | MAX   | 225    | 112    | 2.009  |
| 2   | Filipinas | 5   | 3        | 2        | 1        | 6    | 6    | 1.000 | 247    | 260    | 0.950  |
| 3   | India     | 2   | 3        | 1        | 2        | 4    | 8    | 0.500 | 220    | 261    | 0.843  |
| 4   | Australia | 2   | 3        | 0        | 3        | 4    | 9    | 0.444 | 235    | 294    | 0.799  |

### Partidos
| Fecha    | Hora  | Partido   | Partido   | Partido   | Set   | Set   | Set   | Set   | Set   | Puntuación total | Reporte                                                                                              |
| Fecha    | Hora  |           | Resultado |           | 1     | 2     | 3     | 4     | 5     | Puntuación total | Reporte                                                                                              |
| -------- | ----- | --------- | --------- | --------- | ----- | ----- | ----- | ----- | ----- | ---------------- | --- |
| 11-09-14 | 10:00 | Australia | 2-3       | Filipinas | 26-24 | 22-25 | 25-21 | 21-25 | 13-15 | 107-110          | P2 (enlace roto disponible en Internet Archive; véase el historial, la primera versión y la última). |
| 11-09-14 | 14:00 | China     | 3-0       | India     | 25-10 | 25-08 | 25-15 |       |       | 75-33            | P2 (enlace roto disponible en Internet Archive; véase el historial, la primera versión y la última). |
| 12-09-14 | 12:00 | Filipinas | 3-1       | India     | 19-25 | 25-11 | 25-20 | 25-22 |       | 94-78            | P2 (enlace roto disponible en Internet Archive; véase el historial, la primera versión y la última). |
| 12-09-14 | 16:00 | Australia | 0-3       | China     | 16-25 | 05-25 | 15-25 |       |       | 36-75            | P2 (enlace roto disponible en Internet Archive; véase el historial, la primera versión y la última). |
| 13-09-14 | 12:00 | India     | 3-2       | Australia | 25-17 | 21-25 | 23-25 | 25-15 | 15-10 | 109-92           | P2 (enlace roto disponible en Internet Archive; véase el historial, la primera versión y la última). |
| 13-09-14 | 16:00 | China     | 3-0       | Filipinas | 25-15 | 25-18 | 25-10 |       |       | 75-43            | P2 (enlace roto disponible en Internet Archive; véase el historial, la primera versión y la última). |

### Clasificación
|     |               |     | Partidos | Partidos | Partidos | Sets | Sets | Sets  | Puntos | Puntos | Puntos |
| Pos | Equipo        | Pts | PJ       | PG       | PP       | SG   | SP   | Ratio | PG     | PP     | Ratio  |
| --- | ------------- | --- | -------- | -------- | -------- | ---- | ---- | ----- | ------ | ------ | ------ |
| 1   | Corea del Sur | 6   | 2        | 2        | 0        | 6    | 1    | 6.000 | 180    | 132    | 1.364  |
| 2   | China Taipéi  | 3   | 2        | 1        | 1        | 4    | 3    | 1.333 | 167    | 160    | 1.044  |
| 3   | Irán          | 0   | 2        | 0        | 2        | 0    | 6    | 0.000 | 95     | 150    | 0.633  |

### Partidos
| Fecha    | Hora  | Partido       | Partido   | Partido       | Set   | Set   | Set   | Set   | Set | Puntuación total | Reporte                                                                                              |
| Fecha    | Hora  |               | Resultado |               | 1     | 2     | 3     | 4     | 5   | Puntuación total | Reporte                                                                                              |
| -------- | ----- | ------------- | --------- | ------------- | ----- | ----- | ----- | ----- | --- | ---------------- | --- |
| 11-09-14 | 18:00 | China Taipéi  | 3-0       | Irán          | 25-18 | 25-19 | 25-18 |       |     | 75-55            | P2 (enlace roto disponible en Internet Archive; véase el historial, la primera versión y la última). |
| 12-09-14 | 14:00 | Corea del Sur | 3-1       | China Taipéi  | 25-16 | 32-30 | 23-25 | 25-21 |     | 105-92           | P2 (enlace roto disponible en Internet Archive; véase el historial, la primera versión y la última). |
| 13-09-14 | 10:00 | Irán          | 0-3       | Corea del Sur | 10-25 | 17-25 | 13-25 |       |     | 40-75            | P2 (enlace roto disponible en Internet Archive; véase el historial, la primera versión y la última). |

## Segunda Fase

### Clasificación
|     |               |     | Partidos | Partidos | Partidos | Sets | Sets | Sets  | Puntos | Puntos | Puntos |
| Pos | Equipo        | Pts | PJ       | PG       | PP       | SG   | SP   | Ratio | PG     | PP     | Ratio  |
| --- | ------------- | --- | -------- | -------- | -------- | ---- | ---- | ----- | ------ | ------ | ------ |
| 1   | Tailandia     | 8   | 3        | 3        | 0        | 9    | 2    | 4.500 | 264    | 182    | 1.451  |
| 2   | China         | 7   | 3        | 2        | 1        | 8    | 3    | 2.667 | 251    | 182    | 1.379  |
| 3   | Filipinas     | 3   | 3        | 1        | 2        | 3    | 7    | 0.429 | 179    | 205    | 0.873  |
| 4   | Nueva Zelanda | 0   | 3        | 0        | 3        | 1    | 9    | 0.111 | 121    | 246    | 0.492  |

### Partidos
| Fecha    | Hora  | Partido       | Partido   | Partido       | Set   | Set   | Set   | Set   | Set   | Puntuación total | Reporte                                                                                              |
| Fecha    | Hora  |               | Resultado |               | 1     | 2     | 3     | 4     | 5     | Puntuación total | Reporte                                                                                              |
| -------- | ----- | ------------- | --------- | ------------- | ----- | ----- | ----- | ----- | ----- | ---------------- | --- |
| 14-10-14 | 12:00 | China         | 3-0       | Nueva Zelanda | 25-10 | 25-11 | 25-04 |       |       | 75-25            | P2 (enlace roto disponible en Internet Archive; véase el historial, la primera versión y la última). |
| 14-10-14 | 18:00 | Tailandia     | 3-0       | Filipinas     | 25-15 | 25-12 | 25-13 |       |       | 75-40            | P2 (enlace roto disponible en Internet Archive; véase el historial, la primera versión y la última). |
| 15-10-14 | 12:00 | Nueva Zelanda | 1-3       | Filipinas     | 11-25 | 25-21 | 05-25 | 14-25 |       | 55-96            | P2 (enlace roto disponible en Internet Archive; véase el historial, la primera versión y la última). |
| 15-10-14 | 18:00 | Tailandia     | 3-2       | China         | 30-28 | 21-25 | 23-25 | 25-14 | 15-09 | 114-101          | P2 (enlace roto disponible en Internet Archive; véase el historial, la primera versión y la última). |

### Clasificación
|     |               |     | Partidos | Partidos | Partidos | Sets | Sets | Sets  | Puntos | Puntos | Puntos |
| Pos | Equipo        | Pts | PJ       | PG       | PP       | SG   | SP   | Ratio | PG     | PP     | Ratio  |
| --- | ------------- | --- | -------- | -------- | -------- | ---- | ---- | ----- | ------ | ------ | ------ |
| 1   | Japón         | 9   | 3        | 3        | 0        | 9    | 0    | MAX   | 225    | 157    | 1.433  |
| 2   | Corea del Sur | 6   | 3        | 2        | 1        | 6    | 4    | 1.500 | 242    | 227    | 1.066  |
| 3   | China Taipéi  | 3   | 3        | 1        | 2        | 4    | 7    | 0.571 | 239    | 256    | 0.934  |
| 4   | Kazajistán    | 0   | 3        | 0        | 3        | 1    | 9    | 0.111 | 183    | 249    | 0.735  |

### Partidos
| Fecha    | Hora  | Partido       | Partido   | Partido       | Set   | Set   | Set   | Set   | Set | Puntuación total | Reporte                                                                                              |
| Fecha    | Hora  |               | Resultado |               | 1     | 2     | 3     | 4     | 5   | Puntuación total | Reporte                                                                                              |
| -------- | ----- | ------------- | --------- | ------------- | ----- | ----- | ----- | ----- | --- | ---------------- | --- |
| 14-10-14 | 14:00 | Japón         | 3-0       | China Taipéi  | 25-18 | 25-14 | 25-16 |       |     | 75-48            | P2 (enlace roto disponible en Internet Archive; véase el historial, la primera versión y la última). |
| 14-10-14 | 16:00 | Corea del Sur | 3-0       | Kazajistán    | 25-20 | 25-23 | 25-17 |       |     | 75-60            | P2 (enlace roto disponible en Internet Archive; véase el historial, la primera versión y la última). |
| 15-10-14 | 14:00 | Kazajistán    | 1-3       | China Taipéi  | 09-25 | 18-25 | 26-24 | 23-25 |     | 76-99            | P2 (enlace roto disponible en Internet Archive; véase el historial, la primera versión y la última). |
| 15-10-14 | 16:00 | Japón         | 3-0       | Corea del Sur | 25-21 | 25-20 | 25-21 |       |     | 75-62            | P2 (enlace roto disponible en Internet Archive; véase el historial, la primera versión y la última). |

### Clasificación
|     |           |     | Partidos | Partidos | Partidos | Sets | Sets | Sets  | Puntos | Puntos | Puntos |
| Pos | Equipo    | Pts | PJ       | PG       | PP       | SG   | SP   | Ratio | PG     | PP     | Ratio  |
| --- | --------- | --- | -------- | -------- | -------- | ---- | ---- | ----- | ------ | ------ | ------ |
| 1   | Hong Kong | 6   | 2        | 2        | 0        | 6    | 1    | 6.000 | 167    | 130    | 1.285  |
| 2   | India     | 2   | 2        | 1        | 1        | 3    | 5    | 0.600 | 163    | 171    | 0.953  |
| 3   | Australia | 1   | 2        | 0        | 2        | 3    | 6    | 0.500 | 168    | 197    | 0.853  |

### Partidos
| Fecha    | Hora  | Partido   | Partido   | Partido   | Set   | Set   | Set   | Set   | Set | Puntuación total | Reporte                                                                                              |
| Fecha    | Hora  |           | Resultado |           | 1     | 2     | 3     | 4     | 5   | Puntuación total | Reporte                                                                                              |
| -------- | ----- | --------- | --------- | --------- | ----- | ----- | ----- | ----- | --- | ---------------- | --- |
| 14-10-14 | 10:00 | Hong Kong | 3-1       | Australia | 13-25 | 25-16 | 25-15 | 25-20 |     | 88-76            | P2 (enlace roto disponible en Internet Archive; véase el historial, la primera versión y la última). |
| 16-10-14 | 14:00 | Hong Kong | 3-0       | India     | 25-15 | 29-27 | 25-12 |       |     | 79-54            | P2 (enlace roto disponible en Internet Archive; véase el historial, la primera versión y la última). |

### Clasificación
|     |         |     | Partidos | Partidos | Partidos | Sets | Sets | Sets  | Puntos | Puntos | Puntos |
| Pos | Equipo  | Pts | PJ       | PG       | PP       | SG   | SP   | Ratio | PG     | PP     | Ratio  |
| --- | ------- | --- | -------- | -------- | -------- | ---- | ---- | ----- | ------ | ------ | ------ |
| 1   | Irán    | 3   | 3        | 1        | 0        | 3    | 0    | MAX   | 75     | 0      | MAX    |
| 2   | Vietnam | 0   | 1        | 0        | 1        | 0    | 3    | 0.000 | 0      | 75     | 0.000  |

### Partidos
| Fecha    | Hora  | Partido | Partido   | Partido | Set   | Set   | Set   | Set | Set | Puntuación total | Reporte                                                                                              |
| Fecha    | Hora  |         | Resultado |         | 1     | 2     | 3     | 4   | 5   | Puntuación total | Reporte                                                                                              |
| -------- | ----- | ------- | --------- | ------- | ----- | ----- | ----- | --- | --- | ---------------- | --- |
| 16-10-14 | 16:00 | Vietnam | 3-0       | Irán    | 25-17 | 25-16 | 25-21 |     |     | 75-54            | P2 (enlace roto disponible en Internet Archive; véase el historial, la primera versión y la última). |

## Fase final

### Clasificación 11°
| Fecha    | Hora  | Partido | Partido   | Partido | Set   | Set   | Set   | Set | Set | Puntuación total | Reporte |
| Fecha    | Hora  |         | Resultado |         | 1     | 2     | 3     | 4   | 5   | Puntuación total | Reporte |
| -------- | ----- | ------- | --------- | ------- | ----- | ----- | ----- | --- | --- | ---------------- | ------- |
| 17-10-14 | 10:00 | India   | 0-3       | Vietnam | 15-25 | 18-25 | 24-26 |     |     | 57-76            | P2      |

Vietnam le ganó a la India en tres sets 25-15 25-18 26-24 en el partido del 11 y 12°. Sin embargo, Vietnam violó las normas y reglamentos de la AVC por alinear a tres jugadores que habían competido en la edición anterior en Chengdu, China hace dos años. Tras la decisión de la Comisión de Control, Vietnam perdió este partido con un marcador de 0-25 0-25 0-25 y terminó en el 12 lugar.

### Clasificación 9°
| Fecha    | Hora  | Partido   | Partido   | Partido | Set   | Set   | Set   | Set   | Set | Puntuación total | Reporte |
| Fecha    | Hora  |           | Resultado |         | 1     | 2     | 3     | 4     | 5   | Puntuación total | Reporte |
| -------- | ----- | --------- | --------- | ------- | ----- | ----- | ----- | ----- | --- | ---------------- | ------- |
| 18-10-14 | 10:00 | Hong Kong | 3-1       | Irán    | 21-25 | 25-18 | 25-16 | 25-19 |     | 96-78            | P2      |

### Ronda Final
|  | Cuartos de final | Cuartos de final |           |               | Semifinal | Semifinal |  |  | 1º puesto | 1º puesto |
|  |                  |                  |           |               |           |           |  |  |           |           |
|  | 17-10-14         |                  |           |               |           |           |  |  |           |           |
|  |                  |                  |           |               |           |           |  |  |           |           |
|  | Tailandia        | 3                |           |               |           |           |  |  |           |           |
|  | Tailandia        | 3                | 18-10-14  |               |           |           |  |  |           |           |
|  | Kazajistán       | 0                |           |               |           |           |  |  |           |           |
|  | Kazajistán       | 0                | Tailandia | 3             |           |           |  |  |           |           |
|  | 17-10-14         |                  | Tailandia | 3             |           |           |  |  |           |           |
|  |                  | Corea del Sur    | 2         |               |           |           |  |  |           |           |
|  | Corea del Sur    | Corea del Sur    | 2         | 3             |           |           |  |  |           |           |
|  | Corea del Sur    |                  | 19-10-14  | 3             |           |           |  |  |           |           |
|  | Filipinas        | 0                |           |               |           |           |  |  |           |           |
|  | Filipinas        | 0                | Tailandia | 1             |           |           |  |  |           |           |
|  | 17-10-14         |                  | Tailandia | 1             |           |           |  |  |           |           |
|  |                  | Japón            | 3         |               |           |           |  |  |           |           |
|  | China            | Japón            | 3         | 3             |           |           |  |  |           |           |
|  | China            | 18-10-14         |           | 3             |           |           |  |  |           |           |
|  | China Taipéi     | 0                |           |               |           |           |  |  |           |           |
|  | China Taipéi     | 0                | China     | 0             | 3º puesto | 3º puesto |  |  |           |           |
|  | 17-10-14         |                  | China     | 0             | 3º puesto | 3º puesto |  |  |           |           |
|  |                  | Japón            | 3         |               |           |           |  |  |           |           |
|  | Japón            | Japón            | 3         | 3             | China     | 3         |  |  |           |           |
|  | Japón            |                  |           | 3             | China     | 3         |  |  |           |           |
|  | Nueva Zelanda    | 0                |           | Corea del Sur | 0         |           |  |  |           |           |
|  | Nueva Zelanda    | 0                |           |               | 0         |           |  |  |           |           |
|  |                  |                  |           |               |           |           |  |  | 19-10-14  |           |
|  |                  |                  |           |               |           |           |  |  |           |           |

### Cuartos de final
| Fecha    | Hora  | Partido       | Partido   | Partido       | Set   | Set   | Set   | Set | Set | Puntuación total | Reporte |
| Fecha    | Hora  |               | Resultado |               | 1     | 2     | 3     | 4   | 5   | Puntuación total | Reporte |
| -------- | ----- | ------------- | --------- | ------------- | ----- | ----- | ----- | --- | --- | ---------------- | ------- |
| 17-10-14 | 12:00 | China         | 3-0       | China Taipéi  | 25-12 | 25-18 | 25-17 |     |     | 75-47            | P2      |
| 17-10-14 | 14:00 | Japón         | 3-0       | Nueva Zelanda | 25-13 | 25-07 | 25-05 |     |     | 75-25            | P2      |
| 17-10-14 | 16:00 | Tailandia     | 3-0       | Kazajistán    | 25-13 | 25-15 | 25-15 |     |     | 75-43            | P2      |
| 17-10-14 | 18:00 | Corea del Sur | 3-0       | Filipinas     | 25-15 | 25-16 | 25-12 |     |     | 75-43            | P2      |

### Semifinal
| Fecha    | Hora  | Partido   | Partido   | Partido       | Set   | Set   | Set   | Set   | Set   | Puntuación total | Reporte |
| Fecha    | Hora  |           | Resultado |               | 1     | 2     | 3     | 4     | 5     | Puntuación total | Reporte |
| -------- | ----- | --------- | --------- | ------------- | ----- | ----- | ----- | ----- | ----- | ---------------- | ------- |
| 18-10-14 | 16:00 | China     | 0-3       | Japón         | 21-25 | 18-25 | 22-25 |       |       | 61-75            | P2      |
| 18-10-14 | 18:00 | Tailandia | 3-2       | Corea del Sur | 25-22 | 24-26 | 27-25 | 20-25 | 16-14 | 112-112          | P2      |

### 3° Puesto
| Fecha    | Hora  | Partido | Partido   | Partido       | Set   | Set   | Set   | Set | Set | Puntuación total | Reporte |
| Fecha    | Hora  |         | Resultado |               | 1     | 2     | 3     | 4   | 5   | Puntuación total | Reporte |
| -------- | ----- | ------- | --------- | ------------- | ----- | ----- | ----- | --- | --- | ---------------- | ------- |
| 19-10-14 | 13:00 | China   | 3-0       | Corea del Sur | 25-22 | 25-15 | 27-25 |     |     | 77-62            | P2      |

### 1° Puesto
| Fecha    | Hora  | Partido   | Partido   | Partido | Set   | Set   | Set   | Set   | Set | Puntuación total | Reporte |
| Fecha    | Hora  |           | Resultado |         | 1     | 2     | 3     | 4     | 5   | Puntuación total | Reporte |
| -------- | ----- | --------- | --------- | ------- | ----- | ----- | ----- | ----- | --- | ---------------- | ------- |
| 19-10-14 | 16:00 | Tailandia | 1-3       | Japón   | 15-25 | 23-25 | 25-18 | 24-26 |     | 87-94            | P2      |

### 5° y 7° puesto
|  | Semifinales  | Semifinales |            |              | 5º puesto     | 5º puesto |  |
|  | 18-10-14     | 18-10-14    |            |              | 19-10-14      | 19-10-14  |  |
|  |              |             |            |              |               |           |  |
|  |              |             |            |              |               |           |  |
|  | Kazajistán   | 3           |            |              |               |           |  |
|  | Kazajistán   | 3           |            |              |               |           |  |
|  | Filipinas    | 2           |            |              |               |           |  |
|  | Filipinas    | 2           |            | China Taipéi | 0             |           |  |
|  |              |             |            | China Taipéi | 0             |           |  |
|  |              |             | Kazajistán | 3            |               |           |  |
|  | China Taipéi | 3           | Kazajistán | 3            |               |           |  |
|  | China Taipéi | 3           |            |              |               |           |  |
|  | Filipinas    | 1           |            |              | 7º puesto     | 7º puesto |  |
|  | Filipinas    | 1           |            |              | 7º puesto     | 7º puesto |  |
|  |              |             |            |              |               |           |  |
|  |              |             |            |              | Filipinas     | 3         |  |
|  |              |             |            |              | Filipinas     | 3         |  |
|  |              |             |            |              | Nueva Zelanda | 0         |  |
|  |              |             |            |              | Nueva Zelanda | 0         |  |
|  |              |             |            |              |               |           |  |

### Clasificación 5°-8°
| Fecha    | Hora  | Partido      | Partido   | Partido       | Set   | Set   | Set   | Set   | Set   | Puntuación total | Reporte |
| Fecha    | Hora  |              | Resultado |               | 1     | 2     | 3     | 4     | 5     | Puntuación total | Reporte |
| -------- | ----- | ------------ | --------- | ------------- | ----- | ----- | ----- | ----- | ----- | ---------------- | ------- |
| 18-10-14 | 12:00 | China Taipéi | 3-1       | Nueva Zelanda | 25-12 | 21-25 | 25-19 | 25-15 |       | 96-71            | P2      |
| 18-10-14 | 14:00 | Kazajistán   | 3-2       | Filipinas     | 21-25 | 25-20 | 23-25 | 25-12 | 15-12 | 109-94           | P2      |

### Clasificación 7°
| Fecha    | Hora  | Partido   | Partido   | Partido       | Set   | Set   | Set   | Set | Set | Puntuación total | Reporte |
| Fecha    | Hora  |           | Resultado |               | 1     | 2     | 3     | 4   | 5   | Puntuación total | Reporte |
| -------- | ----- | --------- | --------- | ------------- | ----- | ----- | ----- | --- | --- | ---------------- | ------- |
| 19-10-14 | 09:00 | Filipinas | 3-0       | Nueva Zelanda | 25-21 | 25-15 | 25-22 |     |     | 75-58            |         |

### Clasificación 5°
| Fecha    | Hora  | Partido    | Partido   | Partido      | Set   | Set   | Set   | Set | Set | Puntuación total | Reporte |
| Fecha    | Hora  |            | Resultado |              | 1     | 2     | 3     | 4   | 5   | Puntuación total | Reporte |
| -------- | ----- | ---------- | --------- | ------------ | ----- | ----- | ----- | --- | --- | ---------------- | ------- |
| 19-10-14 | 11:00 | Kazajistán | 0-3       | China Taipéi | 18-25 | 20-25 | 24-26 |     |     | 62-76            |         |

## Clasificación general
– Clasificado al Campeonato Mundial de Voleibol Femenino Sub-18 de 2015
| Pos | Equipo        |
| --- | ------------- |
| 1   | Japón         |
| 2   | Tailandia     |
| 3   | China         |
| 4   | Corea del Sur |
| 5   | China Taipéi  |
| 6   | Kazajistán    |
| 7   | Filipinas     |
| 8   | Nueva Zelanda |
| 9   | Hong Kong     |
| 10  | Irán          |
| 11  | India         |
| 12  | Vietnam       |
| 13  | Australia     |

## Equipo Estrella
| - Most Valuable Player - Airi Miyabe (JAP) - Mejor Punta - Ko Minji (KOR) - Chatchu-on Moksri (THA) - Mejor Opuesta - Pimpichaya Kokram (THA) | - Mejor Armadora - Natthanicha Jaisaen (THA) - Mejor Central - Li Yingying (CHN) - Miyu Nakagawa (JAP) - Mejor Líbero - Kanoha Kagamihara (JAP) |

| Predecesor: China 2012 | Campeonato Asiático de Voleibol Femenino Sub-18 Tailandia 2014 | Sucesor: No se ha anunciado |